# 中心つき四面体数
中心つき四面体数（ちゅうしんつきしめんたいすう、英: centered tetrahedral number）は、四面体についての中心つき図形数。非負整数 n に対して、n 番目の中心つき四面体数は
{\displaystyle C_{n}={\frac {1}{3}}(2n+1)(n^{2}+n+3)}
で与えられる。最初のいくつかの中心つき四面体数は
1, 5, 15, 35, 69, 121, 195, 295, 425, 589, 791, ... （オンライン整数列大辞典の数列 A005894）
である。

## 定義と公式
まず、0番目は1点のみと見なす。すなわち C0 = 1 である。以下帰納的に、n 番目の点の並びは n - 1 番目の点の周りに、四面体の面状に点を付け加えたものと見なす。付け加える点は、通常の四面体数
{\displaystyle T_{n+1}={\frac {1}{6}}(n+1)(n+2)(n+3)}
の点の並びのうち、表面のみの部分である。n = 1, 2, 3 に対しては全ての点が表面にあるが、n ≥ 4 に対しては表面のみの点の個数は（内部の点を抜いて）
{\displaystyle T_{n+1}-T_{n-3}={\frac {1}{6}}(n+1)(n+2)(n+3)-{\frac {1}{6}}(n-3)(n-2)(n-1)=2n^{2}+2}
となる。形式上、n = 1, 2, 3 に対しても Tn - 3 = 0 となるので、全ての n ≥ 1 に対して
{\displaystyle C_{n}=C_{n-1}+(2n^{2}+2)}
が成り立つ。よって、
{\displaystyle C_{n}=C_{0}+\sum _{k=1}^{n}(2k^{2}+2)={\frac {1}{3}}(2n+1)(n^{2}+n+3)}
である。

## 性質
- 4つの連続した四面体数の和である[2]：

{\displaystyle C_{n}=T_{n-2}+T_{n-1}+T_{n}+T_{n+1}}
ただし、n = -2, -1, 0 に対しては Tn = 0 と見なす。このことは、上記の定義から直ちに従う。四面体数は二項係数で表されるので、二項係数の性質を用いるなどして、様々な公式が得られる。例えば
{\displaystyle C_{n}={\binom {n}{0}}+4{\binom {n}{1}}+6{\binom {n}{2}}+4{\binom {n}{3}}}
が成り立つ。このことから、次のような意味付けができる。集合 X = {1, 2, 3, ..., n + 4} とその特定の部分集合 Y = {1, 2, 3, 4} を考えよう。4個の元からなる X の部分集合のうち、Y と共通部分を持つものの個数が、Cn に等しい。
- 母関数は以下で与えられる[2]：

{\displaystyle {\frac {(1+x)(1+x^{2})}{(1-x)^{4}}}\quad \left(=1+5x+15x^{2}+35x^{3}+\cdots =\sum _{n=0}^{\infty }C_{n}x^{n}\right)}